# Antonio Adeva
Antonio Adeva Alonso (Toledo, 12 febbraio 1972) è un ex giocatore di calcio a 5 spagnolo, campione del mondo nel 2000 e campione europeo con la Nazionale spagnola nel 1996 e nel 2001.

## Carriera
Schierato nel ruolo di difensore, Adeva ha militato per lungo tempo nel Segovia per poi passare al Bargas in División de Plata. Adeva è stato campione del mondo con la selezione spagnola nel 2000, quando le furie rosse hanno superato in finale il Brasile, e campione d'Europa nel 1996 e nel 2001. Ha poi ottenuto la convocazione nella nazionale maggiore anche per l'europeo 2003 dove la Spagna è giunta alle semifinali. In totale ha collezionato 44 presenze e 13 reti nella selezione maggiore, debuttando il 27 aprile 1993 in Spagna-Portogallo 9-2.

## Palmarès

### Club
- Campionato spagnolo: 2
Caja Toledo: 1991-92
Segovia: 1998-99
- Coppa di Spagna: 4
Caja Toledo: 1990-91
Segovia: 1997-98, 1998-99, 1999-00

### Nazionale
- Campionato mondiale: 1
2000
- Campionato d'Europa: 2
1996, 2001